# Wolfgang Sannwald
Wolfgang Sannwald (* 25. Juni 1959 in Tübingen) ist ein deutscher Historiker, Archivar und Hochschullehrer.

## Leben und Wirken
Wolfgang Sannwald studierte nach seiner Reifeprüfung 1979 am Kepler-Gymnasium Tübingen und dem Wehrdienst von 1980 bis 1987 Geschichte (Schwerpunkt: Geschichtliche Landeskunde), Philosophie und Rhetorik an den Universitäten Tübingen, Perugia und Paris. 1987 legte er an der Universität Tübingen die Magisterprüfung ab und widmete sich dann der Arbeit an seiner Dissertation. Die Promotion an der Eberhard Karls Universität Tübingen erfolgte dann 1992 bei Franz Quarthal. Von 1982 bis 1990 widmete sich Sannwald journalistischen Arbeiten bei Zeitungen und Zeitschriften, 1988/89 war er am Schönbuchmuseum in Dettenhausen tätig. 1991 wurde er Leiter des Kreisarchivs Tübingen, seit 2004 Leiter der Abteilung Öffentlichkeitsarbeit, Archiv und Kultur im Landratsamt Tübingen. Seit 2018 hat er zudem eine Honorarprofessur am Ludwig-Uhland-Institut für Empirische Kulturwissenschaft der Universität Tübingen inne.
In seinen zahlreichen Veröffentlichungen beschäftigt sich Sannwald vor allem mit der Geschichte und Kultur des Landkreises Tübingen und den darin liegenden Orten.

## Veröffentlichungen (Auswahl)
- Gomaringer Heimatbuch. Drei Bände. Gomaringer Verlag, Gomaringen 1987/1988/2021.
- Spitäler in Pest und Krieg. Untersuchungen zur Wirtschafts- und Sozialgeschichte südwestdeutscher Spitäler im 17. Jahrhundert. Gomaringer Verlag, Gomaringen 1993, ISBN 3-926969-04-0 (= Dissertation Universität Tübingen).
- Schiefertafel, Gasmaske und Petticoat. Erlebte Dinge und Erinnerungen aus dem Landkreis Tübingen. Ein Quellen- und Lesebuch zur persönlich erlebten Geschichte im 20. Jahrhundert. Gomaringer Verlag, Gomaringen 1994, ISBN 3-926969-08-3.
- Wachendorf zum 900jährigen Jubiläum. Gomaringer Verlag, Wachendorf 1995, ISBN 3-926969-09-1.
- (Hrsg.): Einmarsch, Umsturz, Befreiung. Das Kriegsende im Landkreis Tübingen Frühjahr 1945. Verlag Schwäbisches Tagblatt, Tübingen 1995, ISBN 3-928011-17-0.
- (Hrsg.): Schönbuch, Neckar, enge Gassen. Ortspläne und Landkarten aus vier Jahrhunderten. Ein Buchprojekt des Landkreises Tübingen. Gomaringer Verlag, Gomaringen 1996, ISBN 3-926969-15-6.
- (Hrsg.): Die Geschichte von Bodelshausen. Zwei Bände. TC-Dr. Tübinger Chronik, Tübingen 2000/2003.
- (Hrsg.): AnsichtsSachen. Museumserlebnis im Landkreis Tübingen. Gomaringer Verlag, Gomaringen 2004, ISBN 3-926969-28-8.
- Geschichtszüge. Zwischen Schönbuch, Gäu und Alb: der Landkreis Tübingen. Ein Buchprojekt des Landkreises Tübingen. 4. Aufl. Gomaringer Verlag, Gomaringen 2006, ISBN 3-926969-25-3.
- Politische Räume im Landkreis Tübingen während der Weimarer Republik. In: Sönke Lorenz (Hrsg.): Tubingensia. Impulse zur Stadt- und Universitätsgeschichte. Festschrift für Wilfried Setzler zum 65. Geburtstag (= Tübinger Bausteine zur Landesgeschichte, Bd. 10). Thorbecke, Ostfildern 2008, S. 559–603, ISBN 978-3-7995-5510-4.
- Der Kampf um die freie Pirsch am Neckar und Steinlach während des 18. Jahrhunderts. In: Gerhard Fritz (Hrsg.): Florilegium Suevicum. Beiträge zur südwestdeutschen Landesgeschichte ; Festschrift für Franz Quarthal zum 65. Geburtstag (= Stuttgarter historische Studien zur Landes- und Wirtschaftsgeschichte, Bd. 12). Thorbecke, Ostfildern 2008, S. 207–223, ISBN 978-3-7995-5562-3.
- (Hrsg.): AngeLOKt. 100 Jahre Ammertalbahn im Landkreis Tübingen. Verlag des Schwäbischen Tagblatts, Tübingen 2009, ISBN 978-3-928011-64-8.
- Erinnerungskultur vor Ort. Heimatbuch – Landesgeschichte – Wissenschaft. In: Mathias Beer (Hrsg.): Das Heimatbuch. Geschichte, Methodik, Wirkung. V & R unipress, Göttingen 2010, S. 233–253, ISBN 978-3-89971-788-4.
- Vom Stäble und Neustetten. Ein Heimatbuch von Wolfgang Sannwald für die Gemeinde Neustetten. Verlag Schwäbisches Tagblatt, Tübingen 2011, ISBN 978-3-928011-68-6.
- Dußlingen. Ein Heimatbuch in Bildern. Verlag Schwäbisches Tagblatt, Tübingen 2011, ISBN 978-3-928011-69-3.
- Schwierig erinnert in Tübingen. In: Sigrid Hirbodian (Hrsg.): Tübingen. Aus der Geschichte von Stadt und Universität (= Landeskundig, Bd. 4). Thorbecke, Ostfildern 2018, S. 283–325, ISBN 3-7995-2073-2.
- Kultur ist relevant und gestaltbar. Public Engineering im Landkreis Tübingen. In: Kultur ist: Beiträge der Empirischen Kulturwissenschaft in Tübingen. Tübinger Vereinigung für Empirische Kulturwissenschaft e.V., Tübingen 2022, S. 147–169, ISBN 978-3-947227-11-2.
- (Mithrsg.): Identität – Funktion – Innovation. 50 Jahre Kreisreform in Baden-Württemberg. Kohlhammer, Stuttgart 2023,
- Professionelle Aktenführung in der Kommunalverwaltung. E-Akten und Papierakten nach dem Kommunalen Aktenplan 21. 2. Aufl. Boorberg, Stuttgart 2024, ISBN 978-3-415-06099-9.